# Full Speed
Full Speed war ein deutscher Eurodance-Act, hinter dem der Produzent und Songwriter Klaus Munzert alias Wildmax stand. Mitglieder waren der amerikanische Rapper Andre Knight sowie die Sängerinnen Patti Blizz und Sabrina.
Die drei Protagonisten waren zunächst Darsteller in der Bravo Foto Love Story und spielten einen Dance-Act. Mit Hilfe Munzerts entstand die Single Star, die im November 1994 veröffentlicht wurde, im Januar 1995 in die deutschen Singlecharts stieg und Platz 23 erreichte. Der Track war auch Titelmusik der Sendung Bravo Sport, einer TV-Ausgabe der gleichnamigen Jugendzeitschrift. Ende Februar platzierte sich das Lied auch in der Schweizer Hitparade und kletterte bis auf Rang 28. Die im Mai 1995 erschienene Single Happy floppte, woraufhin das Projekt beendet wurde.

## Mitglieder
- Andre Knight (eigentlich Brent Wallis) – Rap
- Patti Blizz (eigentlich Montserrat Suarez Hernandez, * 1978 in Spanien) – Gesang
- Sabrina (eigentlich Kerstin Neser), wohnhaft in München – Gesang
- Wildmax (eigentlich Klaus Munzert, * 14. Juli 1957, Offenburg / Baden) – Produzent, Songwriter

## Diskografie
Singles
- 1994: Star
- 1995: Happy